# スエッリ
スエッリ（イタリア語: Suelli）は、イタリア共和国サルデーニャ自治州南サルデーニャ県にある、人口約1,100人の基礎自治体（コムーネ）。

## 地理

### 位置・広がり

#### 隣接コムーネ
隣接するコムーネは以下の通り。
- ジェージコ
- マンダス
- セーレガス
- セノルビ
- シウルグス・ドニガーラ